# Tortue mauresque de Tunisie
Testudo graeca nabeulensis
Pour les articles homonymes, voir Tortue (homonymie).
Sous-espèce
Synonymes
- Furculachelys nabeulensis Highfield, 1990
- Testudo nabeulensis (Highfield, 1990)

Testudo graeca nabeulensis, la Tortue mauresque de Tunisie, est une sous-espèce de tortues de la famille des Testudinidae.

## Répartition
Elle se rencontre en Tunisie et en Libye.
Les populations principales se trouvent donc dans le nord de la Tunisie le long de la zone côtière ainsi qu’à l’intérieur du pays dans la vallée de la Medjerda, au cap Bon, vallée de l'oued Miliane, Téboursouk, Grombalia, de Nabeul, de Kairouan, de Tunis, de Hammamet, Béja, Jendouba, Testour (Kroumirie), Le Kef, la région d'Aïn Draham, steppes centrales (Oued El Hattab et Oued Zeroud), plaines de la région de Sfax, golfe de Gabès, dans les oasis de Gabès, Médenine, Tataouine, Ben Gardane, puis la côte libyenne jusqu'à Tripoli.
Au sud de la Tunisie et au nord-ouest de la Libye, on en trouve le long des côtes, mais en moins grand nombre en raison de la sécheresse extrême.

## Habitat
Ces tortues sont très fortement marquées par leur biotope, très chaud et caractérisées par des précipitations annuelles élevées et une végétation abondante avec des forêts de chênes-lièges.
Elles évoluent dans des zones semi-désertiques composées de végétation herbeuse, d’arbustes, de chênes, d’oliveraies et de vignes dans un climat méditerranéen. Les testudo graeca y vivent dans des secteurs avec au moins 2 500 - 3 000 heures de soleil par année. En été, l’ensoleillement va jusqu’à 13 heures par jour, pour 7 heures en hiver. Les étés sont secs et chauds et les hivers relativement secs et doux. L’été, les températures peuvent monter jusqu'à 50 °C. Les températures d'hiver descendent rarement au-dessous de 10 °C. L'humidité de l'air moyenne s'élève entre 50 et 90 % (la nuit 70-90 %, jour 50-70 %). Les précipitations annuelles s'élèvent au nord à environ 1 000 mm et au sud à environ 125 mm.

## Description
Testudo graeca nabeulensis ressemble un peu à la forme d’une Testudo graeca du Maroc mais elle est plus colorée (jaune). Parfois appelée "Tortue naine" en raison de dimensions très réduites. Cependant des formes tout à fait différentes coexistent. Celle du nord (Testudo nabeulensis) a une carapace jaune clair avec des taches noires. L’écaille supracaudale ne possède pas de marque noire dans le milieu, voire tout au plus des taches très petites. Le plastron présente plus de noir. La couleur des pattes est dans des tons brun jaune. Sur la tête colorée foncée, on trouve généralement une marque plus jaune sur le front. Sur les pattes de derrière, elles possèdent des ergots comme presque toutes les Testudo graeca. Les animaux ont cinq griffes aux pattes avant et quatre griffes aux pattes arrière. Enfin, elles seraient moins sensibles à l’humidité. Une seconde forme au sud (Testudo flavominimaralis) a une couleur de carapace d’un jaune plus pale et un plastron plus lumineux. Il existe également une forme différente que l’on trouve à l’intérieur du pays qui serait plus grande que les populations côtières (Testudo graeca graeca ?). Les mâles adultes font habituellement entre 10 et 14 centimètres de long pour un poids de 200 à 400 g, et les femelles adultes entre 12 et 16,5 centimètres de long pour un poids de 300 à 600 g.
En principe, la détermination du sexe n'est clairement possible qu'avec des animaux d’un poids d'environ 130 - 150 g. Avant, toutes les tentatives sont aléatoires ou fantaisistes. La queue du mâle est plus épaisse et plus longue que celle de la femelle. La femelle est clairement plus grande que le mâle. Le plastron des mâles est généralement assez fortement incurvé vers l'intérieur (concave).

### Comportement
La période d'activité principale et d'accouplement de ces animaux en Tunisie va de décembre jusqu'en mars. Les mâles sont particulièrement rapides et agiles dans leurs déplacements. Ils ne sont généralement pas timides, contrairement aux femelles.
Les populations du nord de la Tunisie observent une pause hivernale sans hibernation. La Tortue mauresque de Tunisie connaît dans son biotope une phase de repos en juin, juillet et août en raison des températures de plus de 35 - 40 °C. On dit qu’elle estive. Les animaux se dissimulent sous des pierres, des branchages ou dans des cavités dans le sol plus fraîches et les quittent de bonne heure le matin et tard l'après-midi ou le soir à la recherche de nourriture. En revanche, novembre, décembre, janvier, février sont les mois d’hiver. Les températures de nuit sous 7 - 8 °C sont rares. Il peut aussi faire chaud en hiver avec des jours de 25 à 30 °C. Plus de la moitié des précipitations annuelles tombent généralement dans les 4 mois d'hiver. Les jours les plus frais, les tortues se terrent dans une cachette, puis elles sortent immédiatement les jours plus chauds, s'exposent au soleil et mangent. Grâce à l’ensoleillement, la chaleur est souvent suffisante pour que les tortues restent actives. Les précipitations assurent une bonne croissance des plantes, donc le fourrage est assuré. Voilà pourquoi elles n’hibernent pas dans leur biotope. C'est une tortue à ne pas faire hiberner en captivité.
En revanche, les populations du sud de la Tunisie ne font aucune différence entre l'été et l'hiver et n’observent aucun repos hivernal. 

### Sexualité
La maturité sexuelle est atteinte de 5 à 7 ans pour des mâles d’environ 10 cm et 200 g, et à 6 ans pour des femelles d’environ 12 cm et 300 g. Les mâles et les femelles ne peuvent alors plus être maintenus ensemble dans un terrarium.
Peu après le repos d'été commence la période d'accouplement. En fin d’hiver et au printemps, une seconde période d'accouplement peut parfois commencer.

## Taxinomie
Longtemps les tortues terrestres de Tunisie ont été appelées Testudo graeca graeca et le sont encore aujourd’hui par certains spécialistes. D’autres chercheurs considèrent les populations des tortues tunisiennes comme des sous-espèces de Testudo graeca appelées Testudo graeca nabeulensis (Kuyl, 2002) ou une espèce à part entière sous le nom de Testudo nabeulensis, voire un nouveau genre que l'on nommerait Furculachelys nabeulensis (Highfield, 1990) et Furculachelys flavominimaralis (Highfield et Martin 1989) en raison d’une structure osseuse différente des Testudo graeca. Highfield justifie la création du genre Furculachelys en se basant sur des considérations ostéologiques : l'os suprapygal (au-dessus de la queue) de cette tortue est fourchu, contrairement aux Testudo, de façon proche à ce que l'on trouve chez les Geochelone ou les Homopus.

## Alimentation
Elle est herbivore et ne mange que très rarement des fruits.
En captivité, une alimentation à base de mauvaises herbes (pissenlit, plantain, trèfle, luzerne, ...) est conseillée, et plus rarement de la salade, et toutes sortes de fruits (la figue ainsi que la figue de Barbarie sont considérés comme les fruits les plus nourrissants).

## Une espèce menacée
La plupart des zones de peuplement par les tortues sont souvent sous le contrôle direct de la Direction Générale des Forêts.
Pourtant, les Tortue mauresque de Tunisie sont menacées pour trois raisons :
1. Les chèvres, les moutons et les vaches sont des concurrents alimentaires potentiels et ils détruisent leurs cachettes végétales les laissant sans protection contre leurs prédateurs (oiseaux par exemple).
2. L’activité humaine liée au développement du tourisme avec des hôtels proches de la côte, liée à la construction de nouvelles routes plus longues et plus larges, et liée au défrichement par le feu et à une agriculture de plus en plus intensive, contribue à rétrécir encore et encore leur biotope.
3. De manière plus significative, il y a le ramassage et le commerce des tortues sur les marchés hebdomadaires et dans les souks (Hammamet, Nabeul, Sousse, Djerba…). Les animaux sont ramassés par des bergers et rassemblés par des paysannes, puis ils sont revendus à des commerçants pour un prix dérisoire aux jours de marché.

## En captivité
Elle est souvent ramenée de Tunisie par les touristes ignorants qu'il s'agit d'une espèce protégée et qu'ils contribuent ainsi à la disparition des espèces.
En climat tempéré, elle ne peut survivre qu'en terrarium ou en extérieur tant que la température nocturne ne passe pas sous 15 °C et 20 à 25 °C le jour mais c'est une espèce réputée fragile (hexamita, rhinite) qui ne s'acclimate pas facilement. Prévoir l'usage d'un vermifuge à l'arrivée en zone d'élevage.
Les tortues sont des animaux ectothermes, c'est-à-dire que leur température corporelle dépend étroitement de la température du milieu ambiant. Ils doivent cependant pouvoir atteindre une température interne d’environ 33 - 35 °C. Ce n'est qu'à cette température corporelle, que toutes les fonctions organiques essentielles sont opérantes. Donc, ces animaux dépendent d’une source extérieure d’approvisionnement en chaleur (soleil), puisqu'ils n'ont pas de propres mécanismes internes visant à réchauffer leur corps.

## Publication originale
- Highfield, 1990 : Tortoises of North Africa; taxonomy, nomenclature, phylogeny and evolution with notes on field studies in Tunisia. Journal of Chelonian Herpetology, vol. 1, n. 2, p. 1-56 (texte intégral).